# Cengiz Yazıcıoğlu
Cengiz Yazıcıoğlu (* 1. Januar 1953 in Istanbul) ist ein ehemaliger türkischer Fußballspieler. 

## Sportliche Karriere

### Im Verein
Cengiz Yazıcıoğlu begann seine Karriere bei Göztepe Izmir. Yazıcıoğlu verließ Göztepe bereits nach einer Saison und wechselte zu Kayserispor. Der Mittelfeldspieler spielte mit Kayserispor zwei Jahre lang in der 1. Liga, jedoch stiegen sie nach der Saison 1974/75 in die 2. Liga ab. In der Spielzeit 1977/78 wurde Cengiz Yazıcıoğlu gemeinsam mit Bünyamin Çulcu, Sedat Özden und Sinan Turhan Torschützenkönig des türkischen Fußballpokals. Die Rückkehr in die 1. Liga sollte vier Jahre dauern und als Aufsteiger stieg Kayserispor direkt wieder ab. Yazıcıoğlu wechselte daraufhin zu Galatasaray Istanbul.
Für die Gelb-Roten spielte er in seiner ersten Saison in 26. Ligaspielen. Am Ende der Folgesaison 1981/82 gewann er mit seinen Mannschaftskameraden den türkischen Pokal. Einen Monat später folgte der Gewinn der Devlet Başkanlığı Kupası. 
Im Sommer 1983 ging der Mittelfeldspieler zu Fatih Karagümrük SK. Die Spielzeit 1983/84 war seine letzte und er beendete seine Karriere.

### In der Nationalmannschaft
Für die Türkei U-21 spielte Cengiz Yazıcıoğlu 1975.

## Erfolge

### Mit seinen Vereinen
Kayserispor
- Play-off-Sieger und Aufstieg in die 1. Lig 1978/79

Galatasaray Istanbul
- Türkischer Fußballpokal: 1982
- Devlet Başkanlığı Kupası: 1982

### Individuell
- Torschützenkönig der Türkiye Kupası 1977/78